# Ринча

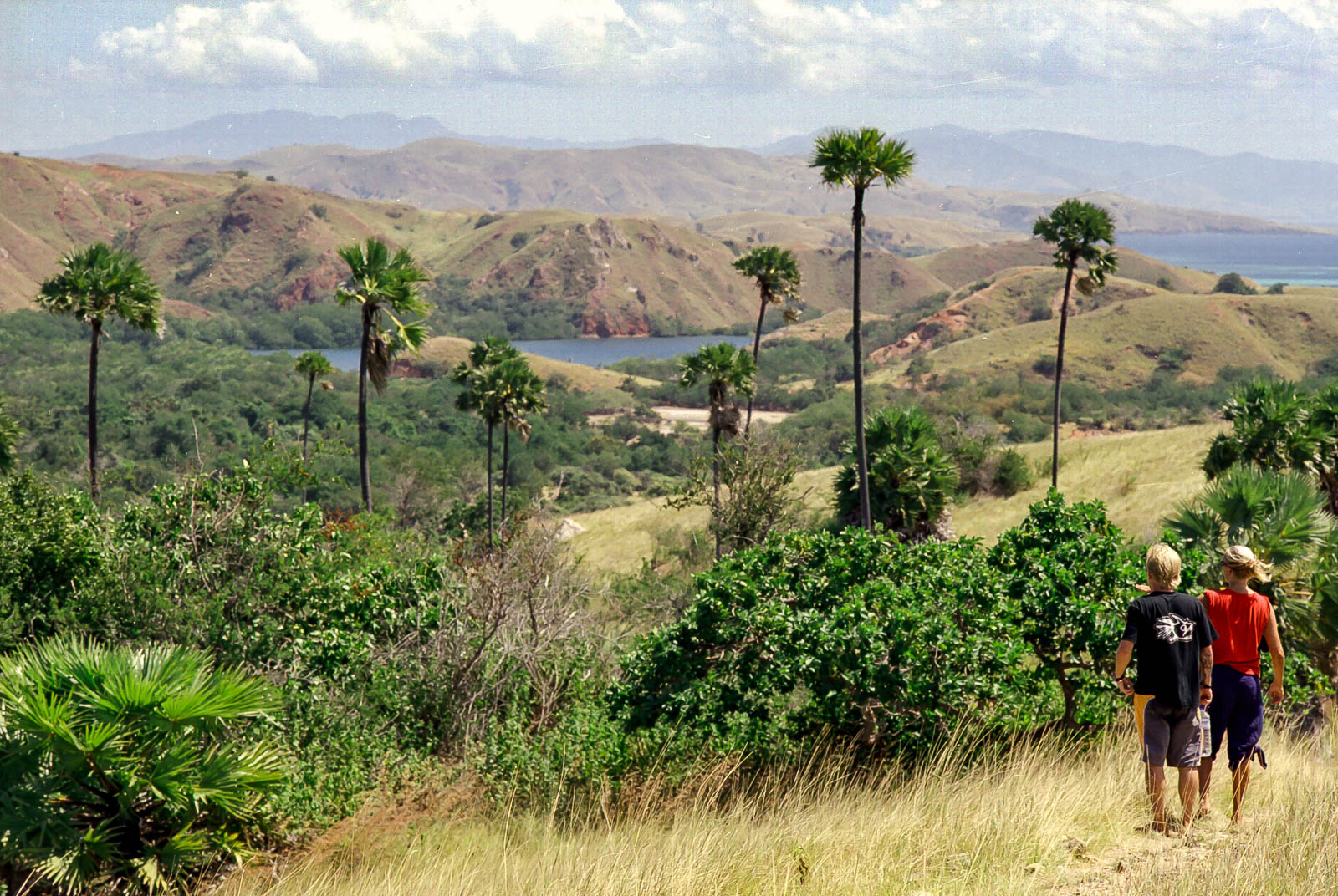
Остров Ринча

Ри́нча (индон. Pulau Rinca) — остров в составе Индонезии площадью 198 км².

## География
Находится в центральной части гряды Малых Зондских островов между более крупными островами Комодо и Сумбава. От первого отделён проливом Линтах, от второго — проливом Моло.
Природа острова многообразна, там встречаются несколько колоний обезьян, обитают дикие быки, олени, орлы и индейки. Комодские вараны обитают на острове Ринча в количестве около 1300 особей.
Остров входит в национальный парк Комодо.